# 第65届威尼斯国际电影节
第65届威尼斯电影节于2008年8月27日至9月6日在意大利水城威尼斯举行。开幕影片是科恩兄弟导演的《阅后即焚》，闭幕影片是意大利小蒂托-西帕于1973年拍摄的《Orfeo 9》。

## 評審團
- 文·溫德斯：導演。（評審團主席）
- 尤里·阿拉寶夫（俄语：Арабов, Юрий Николаевич）：編劇、詩人。
- 薇拉莉·葛琳諾：演員。
- 道格拉斯·高登（英语：Douglas Gordon）：攝影師、錄像藝術家。
- 約翰·藍迪斯（英语：John Landis）：導演。
- 露柯希亞·馬泰：導演。
- 杜琪峯：導演。

## 官方單元

### 正式競賽
| 片名               | 原文片名                     | 導演                                 | 製作國                 |
| ------------------ | ---------------------------- | ------------------------------------ | ---------------------- |
| 《阿基里斯與龜》   | アキレスと亀                 | 北野武                               | 日本                   |
| 《另一個人》       | L'Autre                      | 派翠克·馬力歐·貝納赫 皮耶·特伊維迪奇 | 法國                   |
| 《看鳥人》         | La terra degli uomini rossi  | 馬可·貝契斯                          | 義大利、 巴西          |
| 《愛火燎原》       | The Burning Plain            | 吉勒莫·亞瑞格                        | 美国                   |
| 《危機倒數》       | The Hurt Locker              | 凱薩琳·畢格羅                        | 美国                   |
| 《孤島》           | قبلا‎                         | 塔利克·特其亞                        | 阿尔及利亚、 法國      |
| 《愛在愛情空窗期》 | Jerichow                     | 克里斯汀·佩佐                        | 德国                   |
| 《這一夜》         | Nuit de chien                | 華納·雪洛特                          | 法國、 德国、 葡萄牙   |
| 《喬凡娜的父親》   | Il papà di Giovanna          | 普皮·艾瓦帝                          | 義大利                 |
| 《紙士兵》         | Бумажный солдат              | 小阿爾克謝·蓋爾曼                    | 俄羅斯                 |
| 《完美的一天》     | Un giorno perfetto           | 佛森·歐茲派特                        | 義大利                 |
| 《蕩寇》           | 《蕩寇》                     | 余力為                               | 巴西、 中国、 日本     |
| 《崖上的波妞》     | 崖の上のポニョ               | 宮崎駿                               | 日本                   |
| 《瑞秋要出嫁》     | Rachel Getting Married       | 強納森·德米                          | 美国                   |
| 《空中殺手》       | スカイ·クロラ                | 押井守                               | 日本                   |
| 《乳》             | Süt                          | 森米·卡潘諾古                        | 土耳其                 |
| 《露水》           | ጤዛ                           | 海爾·格里瑪                          | 衣索比亞、 德国、 法國 |
| 《力挽狂瀾》       | The Wrestler                 | 戴倫·艾洛諾夫斯基                    | 美国、 法國            |
| 《賭城真相》       | Vegas: Based on a True Story | 阿米爾·納德瑞                        | 美国                   |

## 得獎名單

### 正式競賽單元
- 金獅獎：《力挽狂瀾》 - 戴倫·艾洛諾夫斯基
- 最佳導演銀獅獎：小阿爾克謝·蓋爾曼 - 《紙士兵（俄语：Бумажный солдат）》
- 評審團特別獎：《露水（英语：Teza (film)）》 - 海爾·格里瑪（英语：Haile Gerima）
- 最佳男演員獎：希維歐·奧蘭多（義大利語：Silvio Orlando） - 《喬凡娜的父親（義大利語：Il papà di Giovanna）》
- 最佳女演員獎：多明妮克·布蘭 - 《另一個人》
- 金奧薩拉最佳劇本獎：《露水（英语：Teza (film)）》 - 海爾·格里瑪（英语：Haile Gerima）
- 最佳新演員獎：珍妮佛·勞倫斯 - 《愛火燎原（英语：The Burning Plain）》
- 金奧薩拉傑出技術貢獻獎：Alisher Khamidhodjaev、Maxim Drozdov（攝影） - 《紙士兵（俄语：Бумажный солдат）》
- 特別獅獎：華納·雪洛特（德语：Werner Schroeter）

### 地平線
- 最佳影片獎：《憂鬱症（英语：Melancholia (2008 film)）》 - 拉夫·狄亞茲
- 最佳紀錄片獎：《海平面下（義大利語：Below Sea Level）》 - 詹弗蘭科·羅西
- 評審團特别獎：
  - 《湖（法语：Un lac）》 - 菲利普-格朗德里厄（英语：Philippe Grandrieux）
  - 《我们》 - 黃文海

### 短片獎
- 最佳短片金狮獎：《土地和面包》 - Carlos Armella
- 評審團特别獎：《晚餐》 - Karchi Perlmann
- 最佳歐洲短片獎：《利他主义者》 - Koen Dejaegher

### 國際影評人周單元
- 國際影評人周大獎：《學徒》 - 山繆·科拉戴（英语：Samuel Collardey）

### 費比西獎
- 正式競賽單元：《孤島（英语：Inland）》 -  塔利克·特其亞（法语：Tariq Teguia）
- 國際影評人周單元：《再見索羅（英语：Goodbye Solo (film)）》 - 拉敏·巴赫拉尼

### 導演萬歲獎
- 導演萬歲獎：阿涅斯·瓦尔达、阿巴斯·奇亞羅斯塔米